# Eupelte setacauda
Eupelte setacauda är en kräftdjursart som beskrevs av Monk 1941. Eupelte setacauda ingår i släktet Eupelte och familjen Peltidiidae. Inga underarter finns listade i Catalogue of Life.